# Eulophia meleagris
Eulophia meleagris là một loài lan trong chi Eulophia được tìm thấy ở tỉnh East Cape đến KwaZulu-Natal ở Nam Phi.